# プルトニウム物語 頼れる仲間プルト君
プルトニウム物語 頼れる仲間プルト君（プルトニウムものがたり たよれるなかまプルトくん）は、1993年に動力炉・核燃料開発事業団（動燃、現日本原子力研究開発機構）が企画制作した広報用ビデオ。約11分。約250本つくられ、原子力発電所広報施設などでだれでも視聴できるようになっていたが、のち絶版とされた。1994年にアメリカのエネルギー省長官から回収を求められるなどして、世界的に注目を集めた。

## 内容
実写の合間に、アニメの「プルト君」が出てきて、プルトニウムの平和利用や安全性を説明。
プルトニウムの歴史や由来からはじまり、プルトニウムに対する誤解を解く、という立場から
- プルトニウムは青酸カリのように飲んだらすぐ死ぬという劇薬ではない
- プルトニウムは皮膚から吸収されずまた水と一緒に飲み込まれても、ほとんど吸収されず、体の外に出てしまう
- 胃や腸に入った場合も、ほとんどが排泄されて体の外に出てしまう
- ただし血液中に直接取り込まれた場合はなかなか排出されず、呼気より吸入された場合も全身に広まり留まるので、これらの点に注意する必要がある
- プルトニウムが原因でがんになったと断定された例はない
- 危険性が強調されがちなのは人々の知識不足によるものである
- プルトニウムは長期にわたって供給可能な、頼れる仲間である

などと解説している。
以上の内容は、実際のビデオ作品に基いている。

## 反響
- 高速増殖炉「もんじゅ」が立地する福井県の原発反対派の住民らは「プルトニウムは本来危険な物質。行き過ぎた安全PRだ」と反発。これに対し動燃広報室は「プルトニウムは飲み込まれてもほとんど排泄されることが知られている。排泄されるまでの放射線の影響もほとんどない。ビデオの内容は精査したもので自信を持っている」旨述べた[2]。
- 当時のアメリカエネルギー省長官から「プルトニウムの危険性を過小評価している」との抗議文が送られる[5]など内容が国際的な批判を浴び、絶版にされた上で改訂版が出されたと伝えられている。[3]
- 学研の科学漫画などで知られる漫画家のあさりよしとおが、『ラジヲマン』第6話でネタにしている。
- 2008年9月3日放映の北海道放送（HBC）『Hana*テレビ』の特集「本物のウラン？説明に見学者ビックリ “とまりん館”職員が差し出したモノとは？危険性は？」の中でとりあげられた。
- 東北地方太平洋沖地震（東日本大震災）の津波被害に伴う福島第一原子力発電所事故発生後の2011年3月下旬ごろからインターネットの動画投稿サイトに掲載され、あらためて関心が高まっている。

## プルト君
- 案内役のマスコットキャラクター。2頭身で、プルトニウムの元素記号「Pu」の文字をあしらったヘルメットを着けている。
- 福井県敦賀市にある日本原子力研究開発機構の広報施設「アトムプラザ」の公式サイト[リンク切れ]でも用いられている。
- 2011年4月頃ツイッターの非公式ボットアカウント「プルト君」が現れたり[5]、Tシャツの図柄に取り入れられたりするに至った[6]。